# Бялобжеґі (Ліпський повіт)
Бялобжеґі (пол. Białobrzegi) — село в Польщі, у гміні Хотча Ліпського повіту Мазовецького воєводства.
Населення — 223 особи (2011).
У 1975—1998 роках село належало до Радомського воєводства.

## Демографія
Демографічна структура станом на 31 березня 2011 року:
|          | Загалом | Допрацездатний вік | Працездатний вік | Постпрацездатний вік |
| -------- | ------- | ------------------ | ---------------- | -------------------- |
| Чоловіки | 111     | 22                 | 70               | 19                   |
| Жінки    | 112     | 17                 | 61               | 34                   |
| Разом    | 223     | 39                 | 131              | 53                   |